# Rudolf von Mülinen
Rudolf Johann Friedrich hrabě von Mülinen (29. září 1827 – 17. února 1898 Štýrský Hradec) byl rakouský šlechtic švýcarského původu a rakousko-uherský diplomat. Od mládí působil v diplomatických službách Rakouska a na nižších pozicích pobýval v Paříži, Petrohradě nebo Londýně. V letech 1868–1872 byl rakousko-uherským vyslancem ve Švédsku a nakonec v letech 1877–1888 v Nizozemí.

## Biografie
Pocházel ze staré švýcarské rodiny připomínané v historických pramenech již ve 13. století. Potomci v různých liniích působili ve službách v německých zemích. Rudolf se narodil jako mladší syn Rudolfa Albrechta von Mülinen (1788–1853) státního rady Württemberského království, který byl v roce 1816 povýšen do hraběcího stavu v Rakousku. Rudolf mladší působil od mládí v diplomatických službách Rakouského císařství, začínal jako atašé ve Florencii u dvora toskánského velkovévody. Na stejné pozici přesídlil v roce 1854 do Paříže, následně byl vyslaneckým tajemníkem v Petrohradě a Londýně. V roce 1862 se vrátil do Francie, kde byl v letech 1864–1868 radou velvyslanectví, respektive legačním radou I. kategorie. Mezitím v roce 1864 konvertoval na katolickou víru, do té doby byl v rodinné tradici evangelíkem.
V letech 1868–1872 byl rakousko-uherským vyslancem ve Švédsku, kde jeho diplomatická mise skončila v lednu 1872, poté byl několik let veden ve stavu disponibility na ministerstvu zahraničí a nakonec dlouholetým vyslancem v Nizozemí (1877–1888). K datu 21. prosince 1888 odešel do penze a od té doby žil v soukromí ve Štýrském Hradci, kde také zemřel.
Po odchodu do výslužby se oženil s hraběnkou Marií Hutten-Czapski, rozenou Rzewuskou (1827–1897). Již předtím přijal adopcí svého nemanželského syna Rudolfa Alexandra (* 1866), který vystudoval práva a působil ve státních službách. Díky adopci mu byl potvrzen hraběcí titul v roce 1879.

## Tituly a ocenění
Od narození užíval šlechtický titul hraběte udělený jeho otci v roce 1816. Jako příslušník staré šlechtické rodiny byl v roce 1863 jmenován c. k. komořím a v roce 1879 obdržel titul c. k. tajného rady s nárokem na oslovení Excelence. Během působení v diplomatických službách získal několik vysokých státních vyznamenání v Rakousku-Uhersku i v zahraničí.
- Řád železné koruny III. třídy (Rakousko-Uhersko)
- velkokříž Řádu italské koruny (Itálie)
- velkokříž Řádu polární hvězdy (Švédsko)
- velkokříž Řádu dubové koruny (Lucembursko)
- velkokříž Císařského řádu Guadalupe (Mexiko)
- komandér Řádu čestné legie (Francie)
- rytíř Řádu svatého Josefa (Toskánsko)